# Seleção Tunisiana de Rugby Union
A Seleção Tunisiana de Rugby Union é a equipe que representa a Tunísia em competições internacionais de Rugby Union.

## História
A Tunísia jogou sua primeira partida internacional em 1 de julho de 1979, onde enfrentaram Países Baixos, perdendo o jogo por 12 a zero. Mais tarde enfrentou equipes como a Sérvia e Montenegro, Espanha e Alemanha Ocidental.
Mas sua primeira vitória veio apenas em 1982, quando bateu a Seleção de Portugal, por 16 pontos a 13. Depois disso a Tunísia passou por um período de invencibilidade nos anos de 1982 e 1983, voltando a perder apenas para a Itália, Romênia e Estados Unidos.
A partir de então, a seleção tunisiana tem conseguido boas vitórias contras outras equipes do continente africano, se fixando como uma força do continente, mas ainda fica atrás de seleções como Zimbabue, Namíbia.

## Confrontos
Registro de confrontos contra outras seleções
| Adversário          | Jogos | Vitórias | Empates | Derrotas | Pontos feitos | Pontos sofridos | Aproveitamento (%) |
| ------------------- | ----- | -------- | ------- | -------- | ------------- | --------------- | ------------------ |
| Alemanha            | 2     | 1        | 0       | 1        | 21            | 19              | 50%                |
| Alemanha Ocidental  | 4     | 2        | 0       | 2        | 64            | 78              | 50%                |
| Andorra             | 1     | 0        | 0       | 1        | 14            | 16              | 0%                 |
| Bélgica             | 5     | 3        | 1       | 1        | 90            | 71              | 70%                |
| Camarões            | 2     | 2        | 0       | 0        | 36            | 13              | 100%               |
| Costa do Marfim     | 7     | 2        | 1       | 4        | 69            | 116             | 35,7%              |
| Checoslováquia      | 4     | 2        | 0       | 2        | 62            | 59              | 50%                |
| Espanha             | 6     | 1        | 0       | 5        | 66            | 158             | 16,6%              |
| Estados Unidos      | 1     | 0        | 0       | 1        | 13            | 47              | 0%                 |
| França              | 1     | 0        | 0       | 1        | 6             | 25              | 0%                 |
| Golfo Árabe         | 1     | 0        | 0       | 1        | 11            | 12              | 0%                 |
| Hong Kong           | 2     | 1        | 0       | 1        | 41            | 34              | 50%                |
| Itália              | 3     | 0        | 0       | 3        | 19            | 60              | 0%                 |
| Letônia             | 1     | 1        | 0       | 0        | 31            | 20              | 100%               |
| Luxemburgo          | 1     | 1        | 0       | 0        | 32            | 5               | 100%               |
| Marrocos            | 2     | 0        | 0       | 2        | 8             | 16              | 0%                 |
| Namíbia             | 6     | 3        | 0       | 3        | 115           | 108             | 50%                |
| Países Baixos       | 5     | 1        | 0       | 4        | 53            | 86              | 20%                |
| Polônia             | 4     | 1        | 0       | 3        | 60            | 67              | 25%                |
| Portugal            | 9     | 6        | 0       | 3        | 128           | 120             | 66,6%              |
| Quênia              | 5     | 3        | 0       | 2        | 163           | 94              | 60%                |
| Romênia             | 4     | 1        | 0       | 3        | 29            | 139             | 25%                |
| Senegal             | 1     | 1        | 0       | 0        | 11            | 6               | 100%               |
| Sérvia e Montenegro | 6     | 4        | 0       | 2        | 131           | 57              | 66,6%              |
| Suécia              | 1     | 1        | 0       | 0        | 25            | 6               | 100%               |
| Suíça               | 2     | 2        | 0       | 0        | 43            | 6               | 100%               |
| Uganda              | 2     | 2        | 0       | 0        | 79            | 30              | 100%               |
| União Soviética     | 3     | 0        | 0       | 3        | 19            | 56              | 50%                |
| Zimbábue            | 2     | 0        | 0       | 2        | 22            | 67              | 0%                 |
| Total               | 93    | 41       | 2       | 50       | 1460          | 1591            | 45.1%              |